# Kunštát
Kunštát é uma cidade checa localizada na região de Morávia do Sul, distrito de Blansko‎.